# Longitarsus bedeli
Longitarsus bedeli là một loài bọ cánh cứng trong họ Chrysomelidae. Loài này được Uhagon miêu tả khoa học năm 1887.